# Andrzej Kopiczyński

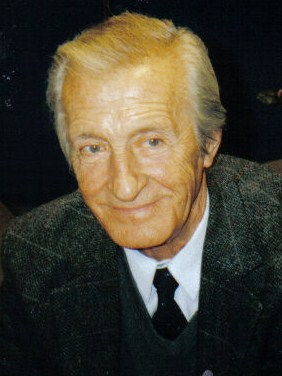
Andrzej Kopiczyński

Andrzej Kopiczyński (* 15. April 1934 in Międzyrzec Podlaski, Polen; † 13. Oktober 2016 in Warschau, Polen) war ein polnischer Theater- und Filmschauspieler.

## Leben und Wirken
Kopiczyński absolvierte bis 1958 sein Studium an der Staatlichen Hochschule für Film, Fernsehen und Theater „Leon Schiller“ in Łódź. Er begann danach seine Laufbahn als Schauspieler am Stefan-Jaracz-Theater in Olsztyn (1958–1960). Dem folgten von 1960 bis 1961 Engagements am Współczesny-Theater in Bydgoszcz und von 1961 bis 1962 am Teatr Polski in Szczecin, dem ehemaligen Stettin, wo er, nach einem Zwischenspiel am Baltischen Theater in Koszalin in der Spielzeit 1962/63, erneut von 1963 bis 1970 engagiert wurde. Den Karrieresprung in die Hauptstadt Warschau schaffte er 1970, zunächst ans Theater Ateneum und danach an das Polnische Nationaltheater. Für die Jahre 1979 bis 1982 wechselte Kopiczyński an das Warschauer Rozmaitości-Theater. Danach wirkte er bis 1986 am Teatr na Woli (Theater in Warschau-Wola). Dem schloss sich ein länger währendes Engagement von 1986 bis 2011 am Kwadrat-Theater in Warschau an.
Parallel zum Theater arbeitete Kopiczyński seit 1958 auch als Film- und Fernsehschauspieler und feierte in diesen Rollen internationale Erfolge. So spielte er 1973 die Rolle des „Viktorin“ in der Literaturverfilmung Die Elixiere des Teufels nach dem Roman von E. T. A. Hoffmann in der Regie von Ralf Kirsten, einer Koproduktion der ČSSR mit der DDR. Im selben Jahr übernahm er die Hauptrolle des  Copernicus im gleichnamigen Film von Ewa und Czeslaw Petelski, einer weiteren Koproduktion, diesmal von DDR und Polen. Seine schauspielerischen Fähigkeiten überzeugte die DDR-Presse. Einen internationalen Bekanntheitsgrad errang Kopiczyński mit seiner Hauptrolle in der sowohl im DDR-Fernsehen (18 Folgen in 2 Staffeln; 1975–1977 und 1993–1994) als auch in der ARD (13 Folgen) ausgestrahlten Unterhaltungsserie Stefek, der Vierzigjährige (Czterdziestolatek).
Andrzej Kopiczyński, der mit zahlreichen polnischen Preisen ausgezeichnet wurde, starb am 13. Oktober 2016 in Warschau.

## Auszeichnungen
- 1961: Toruń – III Festiwalu Teatrów Polski Północnej – WRN Auszeichnung in Bydgoszcz für die Rolle von Henry in dem Stück Beckett oder Die Ehre Gottes
- 1962: Toruń – IV Festiwalu Teatrów Polski Północnej – für die Titelrolle in Kordian
- 1963: Katowice – Festiwalu Sztuk Rosyjskich i Radzieckich – Polnischer Rundfunkpreis für einen jungen Schauspieler für die Rolle des Maksimów in Kolegy
- 1964: Auszeichnung (WRN in Stettin)
- 1966 Toruń – VIII Festiwalu Teatrów Polski Północnej
- 1967: Amber Ring
- 1969: Toruń – XI Festiwalu Teatrów Polski Północnej – Auszeichnung für die Rolle des Konrad in der Befreiung
- 1975: Goldenes Verdienstkreuz
- 1976: „Silberner Nagel der Saison 1975“, verliehen von den Herausgebern des Kurier Polski
- 1977: Auszeichnung für Verdienste um Warschau
- 1978: Auszeichnung (PRiTV-Komitee 1. Grades)
- 2015: Gloria-Artis-Medaille in Silber für kulturelle Verdienste
- 2016 (postum): Offizierskreuz des Ordens Polonia Restituta

## Filmografie (Auswahl)
- 1958: Was sagt meine Frau dazu? (Zadzwońcie do mojej żony)
- 1964: Das Ende unserer Welt (Koniec naszego świata)
- 1970: Rote Ebereschen (Jarzębina czerwona)
- 1973: Copernicus (Kopernik)
- 1973: Die Elixiere des Teufels (Diabelskie eliksiry)
- 1975–1977: Stefek, der Vierzigjährige (auch: Die unvermeidlichen Erfahrungen des Stefan Karwowski als Mensch und Kollege, TV-Serie, Czterdziestolatek)
- 1976: Ich bin ein Schmetterling (Motylem jestem, czyli romans czeterdziestolatk)
- 1978: Bis zum letzten Blutstropfen (Do Krwi ostatniej)
- 1982: Der Kurpfuscher (Znachor)
- 1988: Rajski ptak
- 1993–1994: Czterdziestolatek, dwadziescia lat pózniej (TV-Serie, Fortsetzung)
- 1999: Mit Feuer und Schwert (Ogniem i mieczem)